# Sant Miquel i Sant Salvador de Candell
Sant Miquel i Sant Salvador de Candell va ser un monestir o priorat benedictí al nord-est de l'actual terme del municipi rossellonès de Vilamulaca, desaparegut de temps.

## Història
Al 972 depenia de l'abadia de Sant Andreu de Sureda i, el 1121, el bisbe d'Elna Pere Bernat li'n confirmà la possessió.
Fou un priorat, posteriorment, de Sant Salvador de Cirà (Trullars), pertanyent a l'abadia de Sant Salvador de Breda. L'any 1373, l'abadia es vengué Cirà i Candell als hospitalers de la comanda del Mas Déu.
Més endavant, va ser unit a la mensa abacial de Sant Andreu de Sureda, que a finals del segle xvi declarava l'ofici [càrrec] de "Prior de Candell i paborde". El 1592, la mensa, i Candell de retruc, passaren a dependre de Santa Maria d'Arles.
En el present, només el topònim Candell a la cartografia de l'IGN en recorda la ubicació.

## El topònim Candell
El 1141, Bernat Adalbert de Capmany cedí als templers tot el que tenia sobre els drets d'un alou a Cersanum (Cirà -Trullars-), i també a Vilamulaca, Paçà, Tresserra, Nils, Trullars i Candel. Tres anys més tard, un document de venda indica que un terreny limita amb el camí que mena de Bages a Candellum (Tréton, Diplomatari... II, p. 31), i el 1200 un altre contracte indica que un camp se situa a tocar d'aquest mateix camí de Candello (Tréton, Diplomatari... II p. 672-673).